# Christian Ier de Birkenfeld-Bischweiler
Pour les articles homonymes, voir Christian Ier.
Christian Ier de Birkenfeld-Bischweiler, comte palatin du Rhin, est né à Birkenfeld, le 3 septembre 1598 et mort à Neuenstein, le 6 septembre 1654.

## Biographie
Il naquit le 3 septembre 1598 à Birkenfeld. Il est le troisième fils de Charles Ier, Comte de Sponheim et seigneur de Birkenfeld, et de Dorothée, Duchesse de Brunswick-Lunebourg. Cadet d'une branche cadette de la Maison de Bavière (Wittelsbach)-Palatinat, il reçoit Bischwiller. Il fit ses études à travers toute l'Europe: en Angleterre, en France, en Suisse et aux Pays-Bas. Il passa également une grande partie de sa jeunesse à Neuburg et à Leiningen.
Comme toute sa famille, Christian était un protestant convaincu. C'est ainsi que pendant la Guerre de Trente-Ans, il combattit sous les ordres du Duc Bernard de Saxe-Weimar et du comte Ernest Ier de Mansfeld. Il devint ensuite général dans l'armée du roi Gustave-Adolphe II de Suède. Il renonça à ses titres militaires en 1634. À partir de 1621, malgré la guerre, il séjournait régulièrement au Château de Catharinenbourg, à Birlenbach, près de Cleebourg. 
Le 14 novembre 1630, il prit pour épouse Madeleine-Catherine de Palatinat-Deux-Ponts, enfant unique de son cousin Jean II de Palatinat-Deux-Ponts et de sa première épouse Catherine de Rohan. Le mariage eut lieu à Zweibrücken. Par ce mariage, il reçut la seigneurie de Bischwiller-Hanhoffen. Il passa les trois premières années de son mariage à Strasbourg. En 1633, il s'installa au Château de Tiefenthal, à Bischwiller. 
La même année, il assiège puis prend la ville de Heidelberg et Phillipsbourg. Il assiège en revanche en vain la ville de Haguenau. Il eut neuf enfants, dont son successeur Christian II. Il remit entièrement Bischwiller sur pieds, car la ville avait été anéantie à la suite de la guerre. 
Après la mort de sa femme en 1648, il se remaria avec la comtesse Jeanne de Helfenstein. Celle-ci était elle-même veuve du landgrave de  Leuchtenberg. Finalement, il mourut le 6 septembre 1654 au Château de Neuenstein. Ses funérailles eurent lieu à l'église protestante de Bischwiller et il fut inhumé dans la crypte de cette même église début 1655.

## Descendance
De son mariage avec Madeleine-Catherine, Christian a les enfants suivants:
- Un enfant sans nom (13 septembre 1631)
- Gustave de Birkenfeld-Bischweiler (1632-1632) ;
- Jean de Birkenfeld-Bischweiler (1633-1633) ;
- Dorothée de Birkenfeld-Bischweiler (1634-1715), en 1649 elle épouse Jean-Louis de Nassau-Ottweiler, (fils de Guillaume de Nassau-Sarrebrück) ;
- Louise de Birkenfeld-Bischweiler (1635-1691) ;
- Christian II de Birkenfeld-Bischweiler, comte palatin de Birkenfeld ;
- Jean de Birkenfeld-Gelnhausen (1638-1704) ;
- Anne de Birkenfeld-Bischweiler (1640-1693), en 1659 elle épousa Jean-Reinhard II de Hanau-Lichtenberg ;
- Claire de Birkenfeld-Bischweiler (1643-1644).